# Old School RuneScape
Old School RuneScape ist ein Massively-Multiplayer-Online-Rollenspiel, das von Jagex entwickelt und veröffentlicht wurde. Das Spiel wurde am 22. Februar 2013 als Reaktion auf die abnehmende Spielerbasis und den negativen Update-Empfang der ursprünglichen und derzeit aktuellen Version von RuneScape veröffentlicht. OSRS war ursprünglich eine exakte Kopie von RuneScape auf dem Stand des Jahres 2007, wurde aber seit der Veröffentlichung stetig weiterentwickelt. Vorgeschlagene Spiel-Updates werden von den Spielern gewählt und nur dann implementiert, wenn über 70 % der Spielerbasis diesen zustimmen. Eine mobile Version des Spiels wurde am 30. Oktober 2018 für Android und iOS veröffentlicht. In nur zwei Wochen wurde die mobile Version über eine Million Mal heruntergeladen und ist in acht Ländern das meistheruntergeladene Spiel.